# Mary Elizabeth Ellis
Mary Elizabeth Ellis (Laurel, Misisipi, 11 de mayo de 1979) es una actriz y escritora estadounidense conocida por su papel como "La Camarera" en la serie It's Always Sunny in Philadelphia. También protagoniza en la serie Perfect Couples.

## Vida y carrera
Ellis ha aparecido en varios programas de televisión, como Cold Case, Without a Trace, House M. D., y Reno 911!. En 2008, escribió e interpretó el papel principal de Olive en la película independiente A Quiet Little Marriage. Ellis y Artemis Pedbani (Aremis en Always Sunny) escribió y protagonizó con ella en el programa "Mother May I Dance With Mary Jane's Fist? A Liftetime Original Play" en el Teatro Upright Citizens Brigade en Los Ángeles. Además, Ellis y Pedbani son miembros del grupo Discount Cruiste to Hell.
En mayo de 2010, NBC anunció que Ellis protagonizaría en la serie Perfect Couples. Se estrenó en NBC los jueves, el 20 de enero.
En 2024 interpreta a Emily Nieuwendyk, hija de Charles Nieuwendyk (Ted Danson) en la serie Un hombre infiltrado (2024).
Ellis está casada con el actor Charlie Day. Day escribe, produce e interpreta el papel de Charlie Kelly en It's Always Sunny in Philadelphia. En el programa, la obsesión del personaje de Charlie con el de Ellis es un tema recuerrente. La pareja se casó el 4 de marzo de 2006.
En 2022, apareció en el video musical Anti-Hero de Taylor Swift interpretando a uno de los hijos de Swift.

## Televisión
| Año            | Título                            | Papel            | Notas                |
| -------------- | --------------------------------- | ---------------- | -------------------- |
| 2004           | Reno 911!                         | Inbred Twin      | 1 episodio           |
| 2005 – present | It's Always Sunny in Philadelphia | La mesera        | Papel recurrente     |
| 2006           | House M.D.                        | Sophie           | 1 episodio           |
| 2007           | Without A Trace                   | Sally Price      | 1 episodio           |
| 2009           | Cold Case                         | Shelly Reid      | 1 episodio           |
| 2011           | Perfect Couples                   | Amy              | Elenco principal     |
| 2012           | New girl                          | Caroline         | Papel recurrente     |
| 2013           | Brooklyn Nine-Nine                | Dra. Rossi       | Episodio "M.E. Time" |
| 2015-2016      | The Grinder                       | Debbie Sanderson | Elenco principal     |
| 2017-2019      | Santa Clarita Diet                | Lisa Palmer      | Papel recurrente     |
| 2024-2025      | A man on the Inside               | Emily Nieuwendyk | Elenco principal     |

## Cine
| Año  | Título                  | Papel             | Notas                  |
| ---- | ----------------------- | ----------------- | ---------------------- |
| 2008 | A Quiet Little Marriage | Olive             | Coescritora (historia) |
| 2015 | Masterminds             | Michelle Chambers |                        |
| 2021 | Licorice Pizza          | Momma Anita       |                        |
| 2024 | Red One                 | Olivia            |                        |